# Yven Moyo
Yven Moyo (Orléans, 15 marzo 1992) è un calciatore francese naturalizzato congolese (Repubblica del Congo), attaccante dell'Amilly.